# زدنک پروخازکا
زدنک پروخازکا (چکی: Zdeněk Procházka؛ زادهٔ ۱۲ ژانویهٔ ۱۹۲۸) یک بازیکن فوتبال اهل چکسلواکی است.

## باشگاهی
از باشگاه‌هایی که در آن بازی کرده‌است می‌توان به باشگاه فوتبال اسپارتا پراگ اشاره کرد.

## تیم ملی
وی سابقه ۸ بازی در تیم ملی فوتبال چکسلواکی را دارد.